# Province de Sabanilla
1852–1857
La province de Sabanilla était une entité administrative et politique de la république de Nouvelle-Grenade. Elle fut créée en 1852 et dissoute en 1857. Sa capitale était Barranquilla.